# Eupithecia praelongata
Eupithecia praelongata là một loài bướm đêm trong họ Geometridae.